# Souimanga à gorge rouge
Anthreptes rhodolaemus
Espèce
Statut de conservation UICN

 NT  : Quasi menacé
Le Souimanga à gorge rouge (Anthreptes rhodolaemus) est une espèce de passereaux appartenant à la famille des Nectariniidae.

## Répartition
Cet oiseau se trouve en Birmanie, au Brunei, en Indonésie, en Malaisie, aux Philippines, à Singapour et en Thaïlande.

## Habitat
Il habite les forêts humides tropicales et subtropicales en plaine.
Il est menacé par la perte de son habitat.